# (12537) Kendriddle
(12537) Kendriddle (1998 MT34) – planetoida z pasa głównego asteroid okrążająca Słońce w ciągu 3,43 lat w średniej odległości 2,27 j.a. Odkryta 24 czerwca 1998 roku.